# テジャス客車

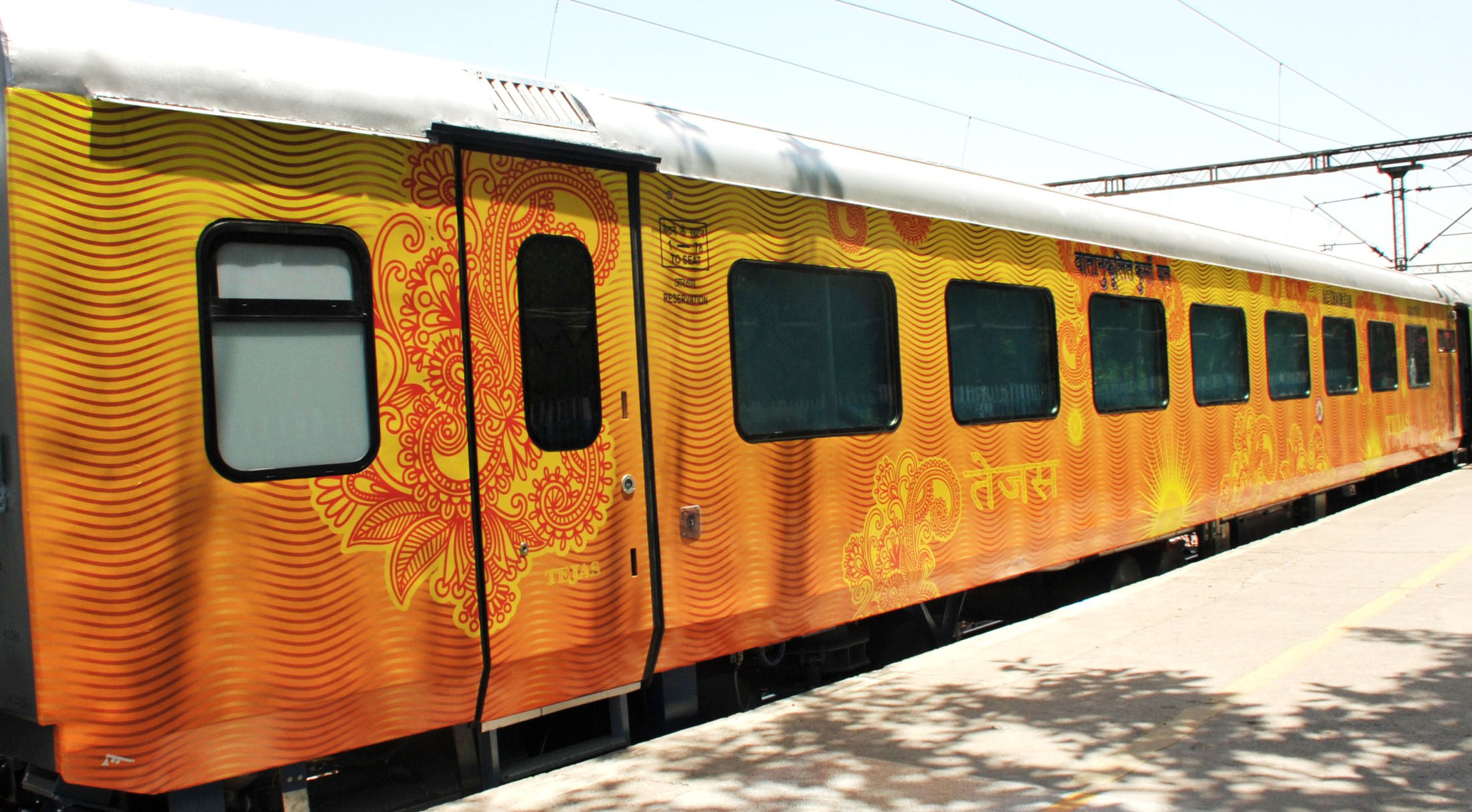
テジャス客車（2017年撮影）

テジャス客車（Tejas Coach）は、インドの鉄道路線で使用されている客車の愛称。自動扉の採用や近代的な内装を採用した車両で、テジャス急行を始めとした急行列車で用いられている。

## 概要
インドの標準型客車として量産が進められているLHB客車を発展させた車両。当初は日中に運行されるテジャス急行に導入される事から座席車や電源荷物車が作られたが、後に寝台車の製造も実施されている。製造はレール・コーチ・ファクトリー（Rail Coach Factory）によって行われる。
最大の特徴は乗降扉に自動扉が採用された事であり、両側面に2箇所づつ設置されているプラグドアは車掌によって一括操作される。また、安全装置も完備されており、非常時を除いて乗降扉は列車が停止した時にしか開かない構造となっている。また、制動装置についても既存の客車と異なり電気ブレーキと空気ブレーキ双方を備えた電空協調ブレーキが用いられている他、ディスクブレーキも強化されており、設計最高速度200 km/hでの走行時の制動の使用に対応している。車両を繋ぐ幌も、従来の2つの客車の幌を繋ぐ形から一方の客車の幌をもう一方の客車の車体に繋ぐ形に改めており、騒音の抑制や汚れの防止が図られている。台車には乗り心地の向上のため空気ばねが使われている。
車内は冷暖房双方に対応した空調やwi-fi通信への対応設備や完備されており、情報表示装置や監視カメラ、防火設備など安全装置が設置されている。トイレは真空式バイオトイレが採用されており、水の消費量が抑えられている他、手洗い場やゴミ箱にも既存の車両から改良が施されている。

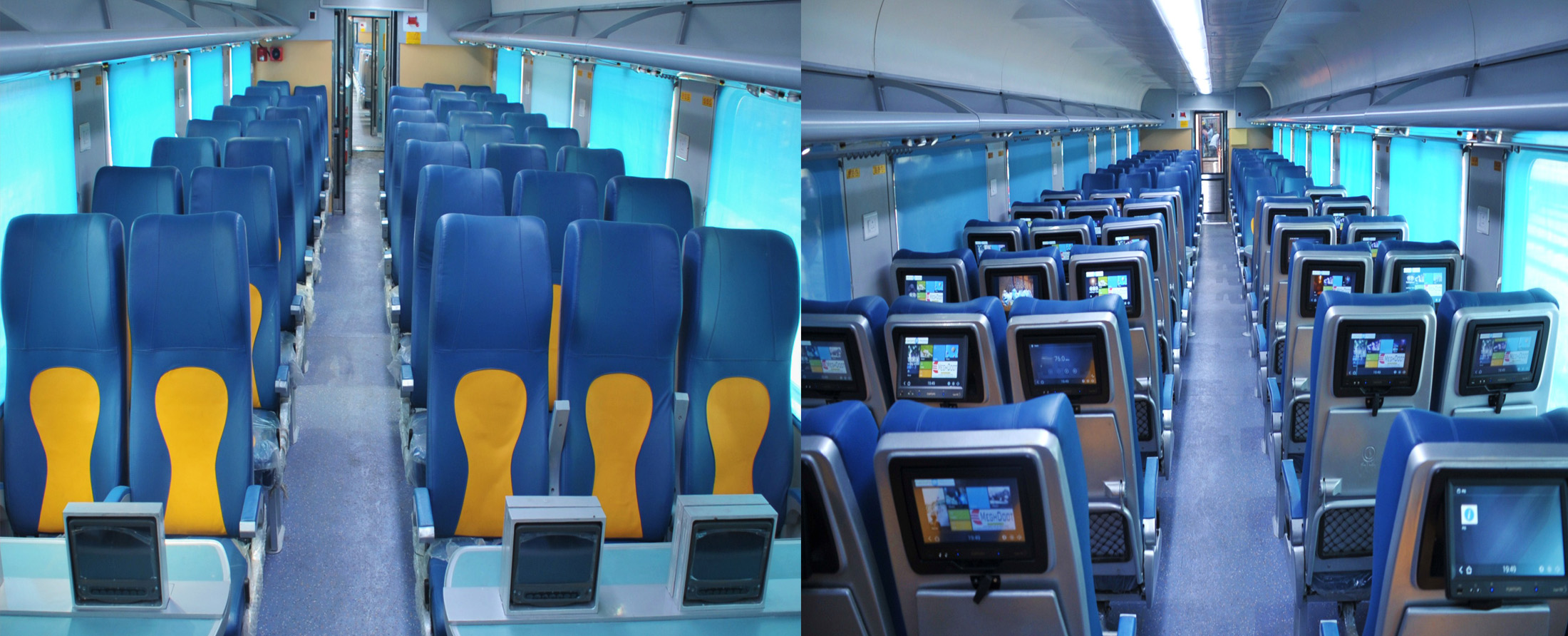
車内（座席車）

2017年から営業運転を開始したテジャス急行（Tejas Express）に加え、2021年以降は一部のラージダーニー急行にも寝台車を始めとした車両が導入されており、後者については「テジャス・ラージダーニー急行（Tejas Rajdhani express）」と呼ばれている。

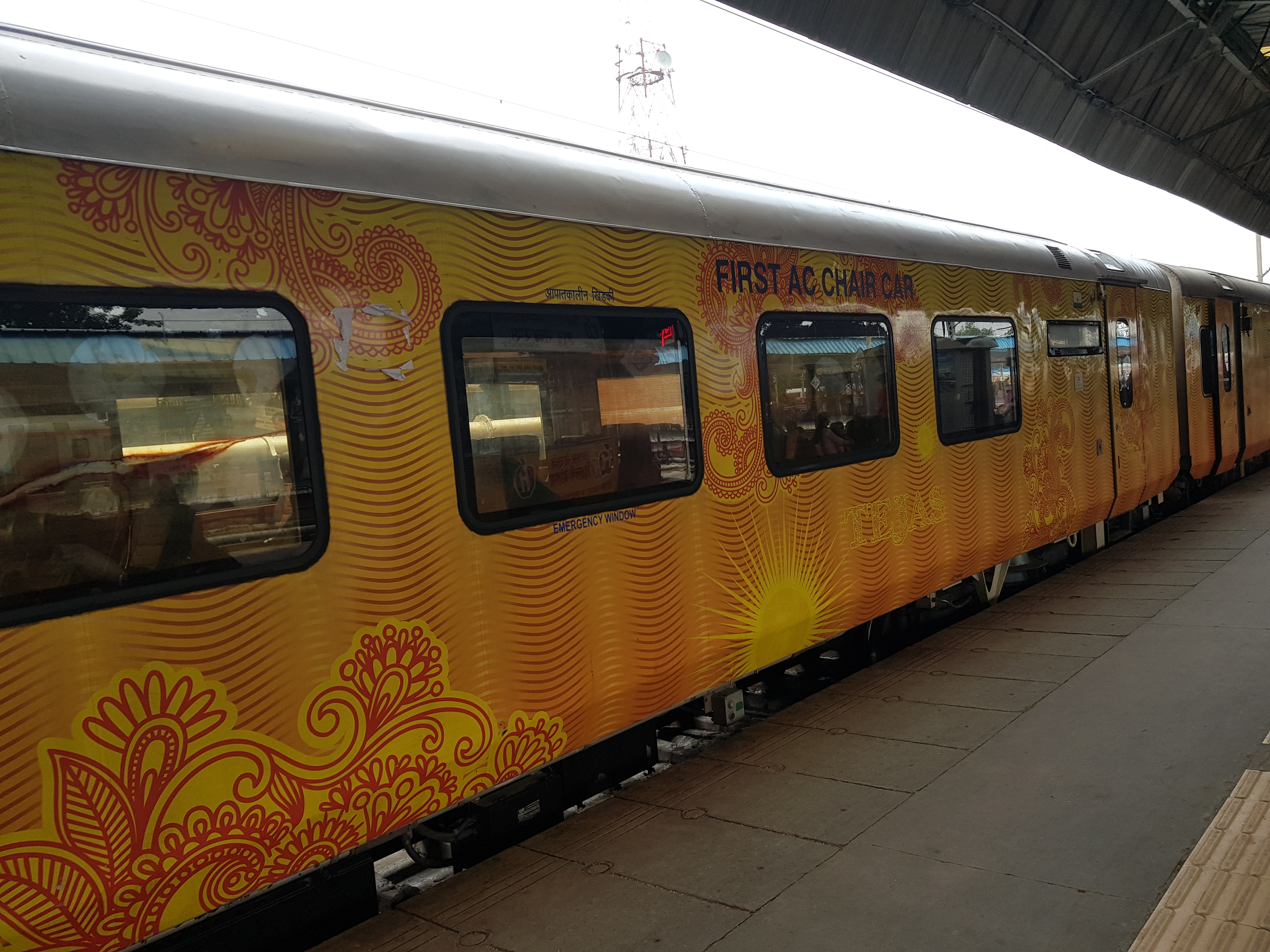
テジャス急行（1等座席車）（2022年撮影）
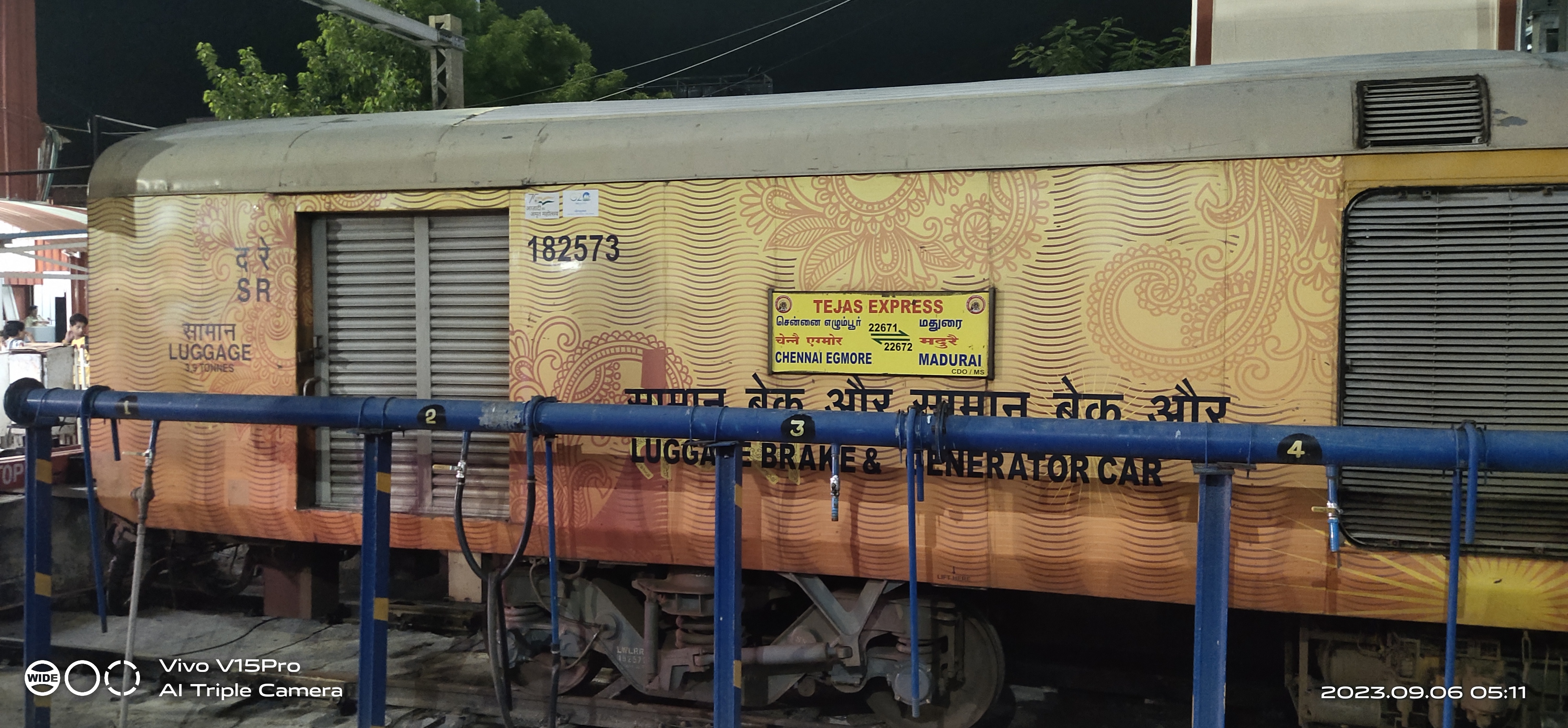
テジャス急行（電源荷物車）（2023年撮影）
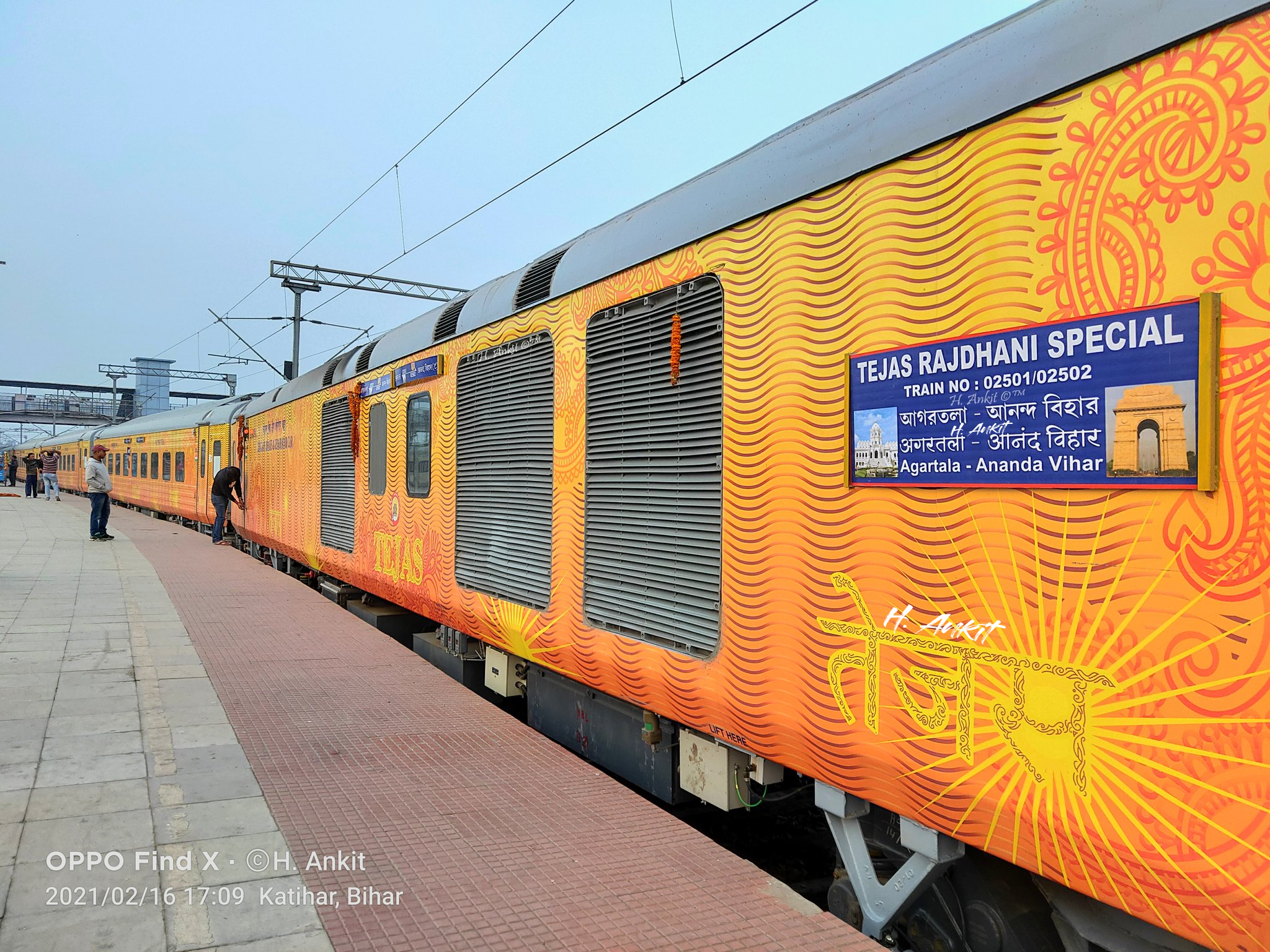
テジャス・ラージダーニー急行（2021年撮影）